# 毎度!え〜カミさんを一席
『毎度！え〜カミさんを一席』（まいど えーカミさんをいっせき）は、星野めみと林家彦いちによる日本の漫画作品である。
この項目では、全シリーズを『一席シリーズ』。講談社発売の『え〜カミさんを一席』を『講談社版』。宙出版発売の同名タイトルは『宙板』。『帰ってきたえ〜カミさんを一席』を『帰ってきた』。『如春亭にようこそ』を『如春亭』。この作品は『毎度！』と記述する。

## 概要
講談社『BE・LOVE』関連雑誌に読み切り連載していた『え〜カミさんを一席』の新しいシリーズである。今作は講談社から宙出版へ移動初の単行本でもあり、全作未収録作品集でもある 。出版社を移動した経緯は特に記述されていない。
この単行本に掲載されている「幸せな結婚」の広告には、「この作品の続編が読める！」と言う紹介をされているが、題名が『毎度！』ではなく『え〜カミさんを一席』として紹介されている。更に星野作品の『夢ホテル』シリーズもあおば出版から宙出版へ移動。『一席シリーズ』同様に「幸せな結婚」で交互に続編が再開されている。
「夢ホテルシリーズ」と同様、連載はしていたが、不定期な上に10年目をもって「幸せな結婚」が休刊になっている。

## ストーリー
たまちゃんめでたいご懐妊（前編）
題名通り、たま子は梅若の子供を身篭るが芸術大賞奨励賞を取った梅若が打ち上げで酒に酔った挙句に師匠・夢路に「鰻の幇間」を駄目だし込みでおちゃらげに指導をした為に、後日激怒される。その後妊娠をした、たま子が師匠夫妻と弟子達に報告をした後に梅若を懲らしめる為に嘘の破門の噂からの悪戯を仕掛ける。
この作品では「鰍沢」もストーリーに組み入れている。
話の内容に講談社版の作品にあった「たま子が勘違いによる妊娠のトラブル」と「起き上がりこぼしを貰った」エピソードも入れているが「この作品は単行本○巻を参照」と言う記述が無い。
たまちゃんめでたいご懐妊（後編）
夢路の仕掛けた悪戯のおかげで梅若に子供ができた報告を止められた為にストレスによる自律神経失調症で倒れてしまうたま子。この後夢路の妻・むつ子が悪戯を仕掛けた男性全員を並べて激怒する。更にこれが切っ掛けで夢路とむつ子の仲がギクシャクに…。たま子のお腹が9ヶ月の時に、夢路が梅若に、むつ子がたま子に、昔、師匠夫妻にも子供ができた話をするが、これが切っ掛けで仲が修復出来なくなってしまったのでたま子と梅若が「2人の仲が悪いから、お腹の赤ちゃんが叩いている！」と言う芝居を打つが…。
この作品では再度の「鰻の幇間」と「ぞろぞろ」をストーリーに組み入れている。
梅ちゃんの子守唄
たま子と梅若の娘・うた子誕生語、アパートの大家と梅若に衝突があり、これが切っ掛けで引越しをしたり、たま子と梅若による育児トラブルでドタバタに･･･。
この作品では「神天神」と「真田小僧」が作品に組み込ませている。
話の内容に講談社版の作品にあった「大家がかなり寄席に行った」と「梅若、真打ち前に大家がカンパをした」エピソードも入れているが「この作品は単行本○巻を参照」と言う記述が無い。
番外編 桃太郎さんのメガネ
『如春亭』同様の新キャラクター、るり子、三若などの新キャラクターがメイン。『一席シリーズ』に登場するキャラクターではない、神代るり子、三桜亭三若のメインのストーリーである。ライブハウスでリョウ・滝井のファンであるるり子がリョウが好きな上にライブハウスで梅若と「SONG・落語コラボライブ」が切っ掛けで寄席に行ったら、以前のコラボライブで係の人と勘違いをしていた二つ目・三桜亭三若との出会いで、るり子、リョウとの一方通行の片思いが起き、るり子が働いている保育園からの依頼で子供落語教室のおかげでるり子と三若の心が少しずつ変化していくストーリー。
この作品では「金明竹」と「桃太郎」をストーリーに組み込んでいる。
おまけのページ 星野の観劇日記2009年
2009年の初めに「新春プラザ寄席」から始まり、1月7日に「昇太、喬太郎、彦いちの会」、1月27日宝塚・月組の「夢の浮橋」「Apasionado!!」。2月は鈴舟公演「オンリーユー」、西川さん客演のむーとぴあVol.1「この世界にはない音楽」。追記で3月に安蘭けいさんのサヨナラ公演。4月と5月はキャラメルボックスの「容疑者Xの献身」。4月5日は清水宏の炎の演劇部。6月6日宝塚・宙組、大和悠河さんのサヨナラ公演。8月はキャラメルの「風を継ぐもの」「扇遊と喜多人の会」「斉藤幸子」。9月は「Wお祝！YEBISU亭祭り」。11月、12月はキャラメルの「コンシェル・イヤーズ・ストーリー」な上に、西川夫妻の出演なので神戸公演に行く予定。2010年1月6日、にぎわい座。3月は喜多八さん。3月と4月はキャラメルの西川さんと岡田さんの舞台を見に行く予定である。

## 登場人物
日向たま子（ひなたたまこ）
梅若の妻であり一番のファンでもある。10月18日生まれ。梅若との子供を身籠るが、過去に妊娠検査薬をミスした後に勘違い妊娠騒動を起こし、夢路から大きな起き上がりこぼしをプレゼントされたほどの騒ぎとなった。今回の妊娠時には確認のために2回も産婦人科に通うほど慎重になっている。妊娠中、梅若を懲らしめる為に妊娠報告を禁止したら、ストレスによる自律神経失調症で倒れたり、この倒れたことが切っ掛けとなり夢路とむつ子の仲が悪くなり、修復させる為に梅若とうその陣痛の芝居を行ったら、その直後に本当の陣痛が起き、早産という身体のトラブルを起こしている。子育てでは育児書、実家に電話するほど地味であるが堅実にやっている。
番外編ではるり子が来ないかもしれない事で舞台に上がる事に躊躇していた三若を平手打ちを与え、半泣きで舞台に立つことを説得している。
三桜亭梅若（さんおうていうめわか）
通称「梅ちゃん」。真打ちの若手落語家でありたま子の夫でもある。過去に間違えた妊娠騒動で子供がいなかった事に落ち込んでいる。子供が授かっても酒に酔った挙句に、夢路に「鰻の太鼓」の駄目出しをした事により、夢路から「10月18日に破門される」と言う噂からの悪戯込みで、たま子の妊娠を発表するが、そのたま子が倒れてしまったり、たま子が子供を生まれる直前に、夢路・むつ子夫妻に「子供が生まれる！」と言う芝居を打つが本当の陣痛が起こった上に寄席の舞台も重なった…と平穏無事には終わっていない。たま子が子供を生まれる前に、安産になるように大凶が当たる神社に大吉が出るまで粘ったり、うた子が生まれた後は兄弟子・三桜亭夢若から教えてもらった育児方法を過剰やりまくる反面、たま子よりもうた子と一緒に居ない上にいざと言う時にうた子を預かっているアパートの大家さんよりも懐かれていない…と極端な人物でもある。
うた子
正式名「詩子」。たま子と梅若の娘。難産だったが自然分娩で誕生。名前の由来は父・梅若の「う」と母・たま子「た」から名づけられた娘。男の子だったら「うた雄」にする予定だったので、夢路、梅若の父・明、アパートの大家から呆れられる 。
三桜亭夢路（さんおうていゆめじ）
梅若の師匠で人間国宝。芸術大賞奨励賞を取った梅若に酒に酔った挙句に噺の駄目出しで激怒したが、たま子が子供を授かった時は鰻の特上を7人分頼むほど喜んだが、この妊娠が切っ掛けでたま子の誕生日である10月18日に梅若に子供を授かった事を内緒にし、その誕生日に「梅若が破門される」と言う噂を流し弟子を追い詰める悪戯を仕掛けるが、逆にたま子が倒れてしまう結果に。これが切っ掛けに過去に夢路とむつ子に子供が授かったが、祝いの宴会に連れ回した後に大きなトラブルからの喧嘩を起こしてしまった。昔の男だったので身重の妻を労わったり、トラブル後にむつ子に謝る事はしなかったが、むつ子の居ない所で十平師匠の所で大泣きをするほどの不器用。たま子の梅若の嘘の陣痛の芝居でむつ子との仲を取り戻したが、たま子た本当の陣痛を起こした後に、寄席で大トリで出演するのにもかかわらず「たま子についてやりたい」と言うが、むつ子から「落語やりに行けーっ！」と激怒された。たま子が無事に出産をした後、梅若に激怒するほど、おちゃらげた「鰻の太鼓」をやるほど、調子のいい人物である。
むつ子
夢路の妻。夢路一門のおかみでもある。夢路が梅若にたま子に妊娠に関連した悪戯を仕掛けた後、夢路との仲に溝を空けてしまう。その原因はむつ子が子供を授かった時、夢路の付き合いで宴会に行きまくった後、子供が出来なくなるほどの流産があったから。その為、過去に間違えた妊娠で、何も行動しなかった夢若に対して平手打ちをしているほど。普段は物静かだが、いざと言う時は、梅若と夢路を叱るほどの確り者である。たま子、梅若にトラブルがあった時、頼られているもとい師匠離れ出来ない程、頼られている。同じ女性としてたま子の良き相談相手でもある。
大家さん
たま子と梅若の借りているマンションの大家。梅若とは喧嘩友人に近いが実際は、これまでの梅若が出演している寄席のチケットを自腹で購入するほど落語は嫌いではない上に過去に梅若が真打ちになる時にカンパするほど。今作ではあるはずみで梅若からチケットを初めて貰っている。たま子とは仲が良く。うた子の子守を任せられるほど頼りになる人物。今回はうた子から派生した梅若の衝動でアパートを引っ越すほどの大喧嘩をしている。口は悪いが良い人物である。他にアパート以外にも幾つか物件を持っていて、物件の中には自分の苗字を使用している。それ込みで今回の漫画で大家の本名が「夏目権三（なつめごんぞう）」である事が公表された。
依田こま子（よだこまこ）
たま子の姪でたま子の姉であるはま子と前の夫の娘。梅若の兄弟子でもある夢若の義理の娘である。今回はたま子と梅若の子供が出来たパーティーと番外編でるり子が勤務している保育園に通っている為に登場する。得意なものは大神楽。

## 番外編のみ登場する人物
神代るり子（かみしろるりこ）
番外編に登場する24歳の女性で保育園の先生。ミュージシャン・リョウ・滝井のファンで、ファンになった切っ掛けは就職で上京した後、オフで1人だった。何気なく入ったライブハウスでのリョウの歌声に魅かれてしまった。以降はメジャーなアーティストより手の届くライブハウスのアーティスト・リョウを追っかけている。その為リョウへの「何時か出待ちからお話が出来て、恋が芽生える」妄想も凄い。「リョウ&梅若のSONG・落語コラボライブ」とリョウが落語が好きな事が切っ掛けで寄席に行った後、以前のコラボライブの係の人だと勘違いした三若と出会い、ここから心境に変化が起きる。
三桜亭三若（さんおうていさんわか）
二ッ目の梅若の弟弟子。リョウと梅若のコラボライブで出待ちで雨に濡れていたるり子を駅まで送ってくれた上に傘までくれた後にるり子に一目惚れしている。落語の実力は国立の大学院を出ている為に噺は300も教えて貰ってマスターしている反面「金明竹」の内容は地獄級に面白くない。落語家になった切っ掛けはリョウに引きつられて落ち研に入った事と国立大の数学科に入って何でも理詰めで解決出来る事が仇となり大失恋をした事から、出鱈目さに憧れた為。普段は生真面目だが、眼鏡を外すとかなり口が悪くなるほど性格が変わるが、眼鏡の有無共通して子供に対して面倒見が良い。リョウに対して熱を上げているるり子に対して「リョウは良い奴だが付き合うな！」と反対している。
リョウ・滝沢（りょうたきざわ）
ライブハウスのアーティスト。三若とは大学の友人で途中で中退している。梅若のコラボ・ライブは三若がリョウに梅若を紹介したのが切っ掛けで実現している。出待ちのファンの女の子に対して頬にキスしたり、るり子のいる保育園に来るほどの軽い性格であるが、実は三若がるり子に「リョウと付き合うな！」と反対されるほどの秘密を持っている。

## 星野めみ作品の関連した作品の話題
- 春*奈ころりん - 星野・彦わかコンビのもう1つの落語漫画作品。OLから女性落語家になった女性が主人公。『一席シリーズ』よりも初心者向けの噺や裏でどんな事をしているのかを重視している。更に『一席シリーズ』の登場人物が全く登場しない。
- キャサリン巫女です! - 星野・彦わかコンビの漫画作品。落語漫画では無い。ある事情で日本の神社に憧れを持つアメリカと日本のクオーターの女性と神社の神主と神社に関連したラブストーリー。この作品も『一席シリーズ』『夢ホテルシリーズ』同様に出版社があおば出版から海王社へ移動している。初の単行本の発行は新刊『アリス動物病院診察絵日記』『アリス動物病院診察絵日記2』他復刻漫画単行本を発行している竹書房より1は巻2014年4月28日に発売。初の税込8%込みの完全新作単行本でもある。2巻も竹書房から2014年5月30日発売。